# Panchaetes papillosus
Panchaetes papillosus är en spindeldjursart som först beskrevs av André 1947.  Panchaetes papillosus ingår i släktet Panchaetes och familjen Opilioacaridae. Inga underarter finns listade i Catalogue of Life.